# Choi Ji-hee
Choi Ji-hee (koreanisch 최지희; * 10. Februar 1995 in Seoul) ist eine südkoreanische Tennisspielerin.

## Karriere
Choi begann erst mit zwölf Jahren das Tennisspielen und ihr bevorzugter Belag ist der Hartplatz. Sie gewann bisher drei Einzel- und 26 Doppeltitel auf Turnieren des ITF Women’s Circuit sowie je einen Doppeltitel auf der WTA Tour und der WTA Challenger Tour.
Ihr erstes Profiturnier bestritt sie im April 2009 bei einem ITF-Turnier in Gimcheon.
Bei den Hansol Korea Open 2011 in Seoul, ihrem ersten WTA-Turnier, erhielt sie eine Wildcard des Veranstalters für die Qualifikation. Sie unterlag aber dort bereits in der ersten Runde Jaroslawa Schwedowa mit 0:6 und 0:6.
2012 konnte sie zusammen mit ihrer Partnerin Akari Inoue in Jakarta ihren ersten Doppeltitel auf der ITF-Tour gewinnen.
Im Juni 2014 erreichte sie in Gimcheon zweimal hintereinander das Finale eines mit 10.000 US-Dollar dotierten Turniers im Einzel, ehe sie Ende August 2014 in Yeongwol ihren ersten Einzeltitel gewinnen konnte. Im Juni 2015 erreichte sie das Einzel-Finale des mit 25.000 US-Dollar dotierten ITF-Turniers in Incheon. Im Oktober 2017 gelang ihr der zweite Turniersieg im Einzel beim mit 15.000 US-Dollar dotierten Turnier in Nonthaburi.
Im September 2018 gelang ihr bei den KEB Hana Bank Korea Open der erste Doppelsieg bei einem WTA-Turnier zusammen mit ihrer Partnerin Han Na-lae. Ende September 2018 wurde sie auf Platz 144 der Doppelweltrangliste geführt, der bislang höchsten Platzierung ihrer Karriere.
Seit 2015 spielt sie für die südkoreanische Fed-Cup-Mannschaft; ihre Fed-Cup-Bilanz weist inzwischen drei Siege bei drei Niederlagen aus.

## Turniersiege

### Einzel
| Nr. | Datum             | Turnier    | Kategorie   | Belag     | Finalgegnerin | Ergebnis      |
| --- | ----------------- | ---------- | ----------- | --------- | ------------- | ------------- |
| 1.  | 31. August 2014   | Yeongwol   | ITF $10.000 | Hartplatz | Zhang Yuxuan  | 6:3, 6:4      |
| 2.  | 7. Oktober 2017   | Nonthaburi | ITF $15.000 | Hartplatz | Lulu Sun      | 6:2, 6:3      |
| 3.  | 8. September 2019 | Yeongwol   | ITF W15     | Hartplatz | Back Da-yeon  | 5:7, 6:3, 6:2 |

### Doppel
| Nr. | Datum              | Turnier     | Kategorie         | Belag             | Partnerin              | Finalgegnerinnen                             | Ergebnis           |
| --- | ------------------ | ----------- | ----------------- | ----------------- | ---------------------- | -------------------------------------------- | ------------------ |
| 1.  | 1. Dezember 2012   | Jakarta     | ITF $10.000       | Hartplatz         | Akari Inoue            | Yuka Higuchi Juan Ting-fei                   | 6:3, 6:4           |
| 2.  | 21. Dezember 2013  | Hongkong    | ITF $10.000       | Hartplatz         | Akari Inoue            | Hong Seung-yeon Kang Seo-kyung               | 4:6, 6:1, [10:7]   |
| 3.  | 5. Juli 2014       | Gimcheon    | ITF $10.000       | Hartplatz         | Makoto Ninomiya        | Han Na-lae Yoo Mi                            | 6:3, 7:66          |
| 4.  | 6. September 2014  | Yeongwol    | ITF $10.000       | Hartplatz         | Lee So-ra              | Liang Chen Liu Chang                         | 6:2, 7:5           |
| 5.  | 20. Dezember 2014  | Hongkong    | ITF $10.000       | Hartplatz         | Kim Na-ri              | Nozomi Fujioka Mami Hasegawa                 | 6:3, 6:2           |
| 6.  | 13. März 2015      | Jiangmen    | ITF $10.000       | Hartplatz         | Kim Na-ri              | Lee Pei-chi Li Yihong                        | 4:6, 6:2, [11:9]   |
| 7.  | 27. Juni 2015      | Gwangju     | ITF $10.000       | Hartplatz         | Kim Na-ri              | Hong Seung-yeon Kim Ju-eun                   | 6:1, 1:6, [10:5]   |
| 8.  | 25. Juli 2015      | Hongkong    | ITF $15.000       | Hartplatz         | Lee So-ra              | Eudice Chong Katherine Ip                    | 6:2, 6:2           |
| 9.  | 31. Juli 2015      | Hongkong    | ITF $15.000       | Hartplatz         | Lee So-ra              | Gai Ao Sheng Yuqi                            | 6:1, 6:1           |
| 10. | 22. August 2015    | Gimcheon    | ITF $10.000       | Hartplatz         | Kim Na-ri              | Jung So-hee Park Sang-hee                    | 6:3, 6:2           |
| 11. | 2. Oktober 2015    | Bangkok     | ITF $15.000       | Hartplatz         | Peangtarn Plipuech     | Hsu Ching-wen Emma Laine                     | 7:5, 6:3           |
| 12. | 23. Dezember 2016  | Navi Mumbai | ITF $25.000       | Hartplatz         | Kim Na-ri              | Swjatlana Piraschenka Anastassija Pribylowa  | 7:5, 6:1           |
| 13. | 3. Juni 2017       | Sangju      | ITF $15.000       | Hartplatz         | Kang Seo-kyung         | Lee So-ra Kim Dabin                          | 7:63, 6:3          |
| 14. | 17. Juni 2017      | Gimcheon    | ITF $15.000       | Hartplatz         | Kang Seo-kyung         | Lee So-ra Kim Dabin                          | 6:4, 6:2           |
| 15. | 18. August 2017    | Nonthaburi  | ITF $25.000       | Hartplatz         | Chan Chin-wei          | Varatchaya Wongteanchai Varunya Wongteanchai | 2:6, 6:1, [13:11]  |
| 16. | 17. März 2018      | Toyota      | ITF $25.000       | Hartplatz         | Kim Na-ri              | Rika Fujiwara Dalma Gálfi                    | 6:2, 6:3           |
| 17. | 14. April 2018     | Osaka       | ITF $25.000       | Hartplatz         | Nicha Lertpitaksinchai | Akiko Omae Peangtarn Plipuech                | 6:3, 6:4           |
| 18. | 23. September 2018 | Seoul       | WTA International | Hartplatz         | Han Na-lae             | Hsieh Shu-ying Hsieh Su-wei                  | 6:3, 6:2           |
| 19. | 9. März 2019       | Yokohama    | ITF W25           | Hartplatz         | Han Na-lae             | Rutuja Bhosale Akiko Omae                    | 6:1, 7:5           |
| 20. | 13. April 2019     | Osaka       | ITF W25           | Hartplatz         | Han Na-lae             | Hsu Ching-wen Wang Xiyu                      | 6:4, 5:7, [10:8]   |
| 21. | 1. Juni 2019       | Incheon     | ITF W25           | Hartplatz         | Han Na-lae             | Kanako Morisaki Minori Yonehara              | 6:3, 6:3           |
| 22. | 16. November 2019  | Tokio       | ITF W100          | Hartplatz         | Han Na-lae             | Haruka Kaji Junri Namigata                   | 6:3, 6:3           |
| 23. | 11. September 2021 | Monastir    | ITF W15           | Hartplatz         | Jeong Yeong-won        | Elena Milovanović Noelia Zeballos            | 6:4, 3:6, [10:5]   |
| 24. | 26. Dezember 2021  | Seoul       | WTA Challenger    | Hartplatz (Halle) | Han Na-lae             | Réka Luca Jani Valentini Grammatikopoulou    | 6:4, 6:4           |
| 25. | 4. Juni 2022       | Changwon    | ITF W25           | Hartplatz         | Han Na-lae             | Lee Ya-hsuan Wu Fang-hsien                   | 6:3, 4:6, [15:13]  |
| 26. | 11. Juni 2022      | Incheon     | ITF W25           | Hartplatz         | Han Na-lae             | Lee Ya-hsuan Wu Fang-hsien                   | 5:7, 6:4, [10:6]   |
| 27. | 20. Mai 2023       | Incheon     | ITF W25           | Hartplatz         | Ku Yeon-woo            | Li Yu-yun Tang Qianhui                       | 6:1, 6:1           |
| 28. | 28. Juli 2024      | Sapporo     | ITF W15           | Hartplatz         | Shiho Akita            | Ayumi Miyamoto Anri Nagata                   | 7:65, 65:7, [10:8] |